# 秦朝元
秦 朝元（はた の あさもと、生没年未詳）は、奈良時代の官人。姓は忌寸。遣唐留学僧・弁正の子。官位は外従五位上・主計頭。

## 経歴
大宝2年（702年）留学僧として第8次遣唐使に加わり入唐した弁正の子として唐の地にて生まれ、養老2年（718年）の第9次遣唐使の帰国と共に訪日したと考えられている。
翌養老3年（719年）に忌寸姓を賜与される。養老5年（721年）元正天皇の詔により官人の中から学業に優れ模範とすべき者に対して褒賞が行われた際、医術に優れるとして吉宜らと共に朝元の名が挙げられ、絁10疋・絹糸10絇・麻布20端・鍬20口を与えられている（この時の位階は従六位下）。
聖武朝の天平2年（730年）訳語の弟子二人に唐語を教えるよう命じられ、翌天平3年（731年）外従五位下に昇叙している。天平4年（732年）多治比広成を大使とする第10次遣唐使節に入唐判官として加えられている。唐では父・弁正の縁故により、玄宗によって厚く賞賜を与えられる。
天平6年（734年）帰国し、翌天平7年（735年）入京して外従五位上に叙されている。天平9年（737年）図書頭。天平18年（746年）元正天皇の御所に左大臣・橘諸兄らと共に参上し、雪景色を和歌に詠むように、との詔があった。他の出席者は和歌で応えたが、秦朝元だけは詠まなかったため、橘諸兄に「麝香をもって贖え」と言われ、黙り込んだと伝えられる。同年3月に主計頭に任ぜられている。

## 官歴
『続日本紀』による。
- 養老3年（719年） 4月9日：無姓から忌寸姓に改姓
- 時期不詳：従六位下
- 養老5年（721年） 正月27日：賜絁10疋・絹糸10絇・麻布20端・鍬20口
- 時期不詳：正六位上
- 天平3年（731年） 正月27日：外従五位下
- 天平4年（732年） 8月17日：入唐判官
- 天平7年（735年） 4月23日：外従五位上
- 天平9年（737年） 12月23日：図書頭
- 天平18年（746年） 3月5日：主計頭

## 系譜
- 父：弁正
- 母：不詳
- 生母不明の子女
  - 女子：藤原清成室[6]
  - 女子：藤原綱手室[7]